# Közösségi hálózat

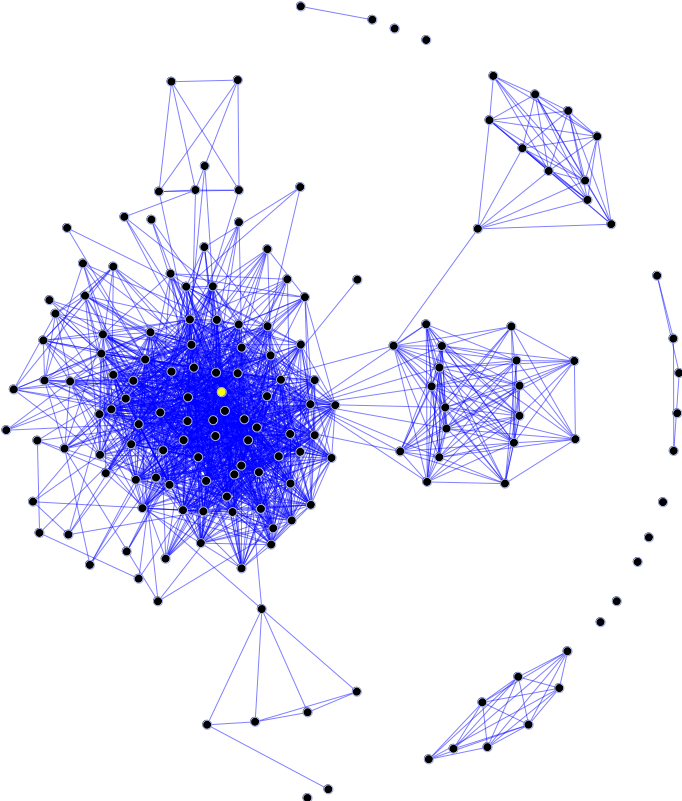
Közösségi hálózat szerkezete gráfként ábrázolva

Az ismeretségi vagy kapcsolati háló(zat) (angolul social network) egy közösségi struktúra, ami egyének vagy szervezetek kapcsolataiból áll; tartalmazza azt, hogy ezek a szereplők között a szociális kapcsolatok hogyan és milyen módon léteznek, a felületes ismeretségtől az életre szóló barátságig vagy rokoni kapcsolatokig. A kifejezést J. A. Barnes használta először 1954-ben. Korábban azt gondolták, hogy az ismeretségi hálózatok (csoportok) maximális mérete 150 fő és az átlag 124 fő körül van. (Hill és Dunbar, 2002), mára azonban ez meghaladott vélekedés. A kapcsolatháló elemzés a szociometriából indult, de annál bonyolultabb, időben is változó, nagyobb közösségek vizsgálatára alkalmas módszertan (Szvetlevszky Zsuzsa, 2006).
Az ismeretségi-, kapcsolati hálózatok, és ezek elemzésével foglalkozó komplex és interdiszciplináris tudományterület a szociálpszichológiából, szociológiából, statisztikából, illetve a gráf elméletekből fejlődött ki. George Simmel korai strukturális elméletei a szociológia területén a triádok dinamikáját volt hivatott hangsúlyozni. Jacob Moreno fejlesztette ki az első szociogrammokat az 1930-as években annak érdekében, hogy tanulmányozhassa az interperszonális kapcsolatokat. Ezek a megközelítések végül az 1950-es években lettek matematikailag is megformálva, ezáltal pedig az ismeretségi hálózatok elméletei és módszerei elterjedtek az 1980-as évekre a társas és viselkedéses tudományokban.
Az ismeretségi-, kapcsolati hálózatok elemzése fontos szerepet játszik a modern szociológiában, antropológiában, szociálpszichológiában. A tudományos vizsgálatok bemutattak változatos szinten létező hálózatokat a családoktól egészen a nemzetekig, melyek kritikus részei a problémák megoldási módjának, a szervezetek működésének és annak, hogy az egyének hogyan tudják céljaikat elérni.
A kapcsolati hálók emellett az internet egyre népszerűbb részei, ahol barátok, üzletfelek és ismerősök közötti kapcsolatokra épülő rendszerekben lehetséges keresni, üzeneteket váltani vagy egyéb adatokat, információkat cserélni.

## Az elmélet alkalmazásai

### Internetes ismeretségi hálók
Az internet történetének első ismertségi hálója az amerikai Classmates.com volt, amely 1995-ben nyílt meg a nagyközönség számára. Ezt más, szintén amerikai oldalak követték, még a '90-es évek végén, mint a SixDegrees.com (1997), Epinions (1999), majd az első európai versenytárak: Cao.com, Dooyoo és ToLuna. Az internetes ismertségi hálók teljesen 2001-ig csak nőttek, és lényegében az ismerősök és barátok tárolásán kívül mást nem tudtak. Az elkövetkezendő évek nagy változást hoztak a rendszerek működésében, mert kialakult a 21. század új barátokkal, ismerősökkel tarkított formája a virtuális közösség. Ebben már a felhasználók közötti fórumozás, üzenetküldés, blogolás és képmegosztás – lényegében az interaktivitás – vált a közösségek alkotójává, amely az elején nagy újdonságként hatott. Így történt meg, hogy 2005-ben az ismertségi hálózatok száma elérte a 200-at, és a legnépszerűbb amerikai háló, a MySpace megelőzte nézettségszámban a világelső keresőt, a Google-t. A keresőcég saját hálózata – az Orkut – ekkor még nem volt olyan felkapott, mint napjainkban. Az ismertségi hálók egy újfajta piac megjelenését jelentették az interneten, ezt bizonyítja, hogy a világ legnagyobb cégei, mint a Yahoo is elindították már saját hálózatukat.
Az ismertségi hálók Magyarországot is hamar elérték, nálunk 2002-ben egy baráti társaság ötlete alapján jött létre az első ilyen típusú hálózat, wiw (who-is-who / ki-kicsoda) néven. Ezt később 2005-ben iWiW-re keresztelték és ma a Magyar Telekom cégcsoport tulajdonában van. Az iWiW sikerén felbuzdulva Magyarországon is gomba mód szaporodni kezdtek a különböző hálózatok, így 2006 áprilisában elindult a myVIP hálózata, amely ma[mikor?] a második legtöbb felhasználóval rendelkezik hazánkban, majd ezt követték sorjában a Barátikör.hu, és a Milgram.hu. 2009-ben indult a MyBarát, mely az ismert közösségi oldalak egyvelegét kínálja.
A közösségek alapját a meglévő tagok adják, akik meghívó segítségével bővítik mind saját ismerőseik körét, mind a közösség összlétszámát. A felhasználóknak rengeteg lehetősége van a csatlakozás után az oldalakon: saját adatlapot (profilt) készíthetnek, amelyen a magukról bizonyos információkat oszthatnak meg (például elvégezett iskolái, munkahelyei vagy elérhetősége), tagjai lehetnek kisebb közösségeknek (kluboknak), írhatnak blogot, képalbumokat készíthetnek és apróhirdetéseket adhatnak fel. A saját ismerőseinek rendezésére is több mód van: csoportokba szedheti őket, vagy névjegyzéket készíthet belőlük kívánsága szerint. Természetesen ezek a lehetőségek, mind oldalfüggőek és az egyes oldalak egymástól eltérőek lehetnek, ezen szolgáltatások nyújtásában. Ezek az oldalak többek között a baráti kapcsolatokon túl alkalmasak lehetnek üzleti kapcsolat kialakítására is.
A legtöbb ismertségi hálózat az interneten nyilvános, és bárki által (egy meghívó birtokában) igénybe vehető. Természetesen a nagyobb cégek rendelkezhetnek, belső ismertségi hálózattal (ezek általában programok), amelyekkel nyilvántartják dolgozóik adatait. Ezekbe általában minden dolgozó saját maga töltheti fel saját képesítéseit és bizonyítványait, amellyel megkönnyíti a cégvezetőknek esetleges továbbképzését, áthelyezését, előléptetését